# Unidad periférica de Kozani
Kozani es una unidad periférica de Grecia. Tiene una superficie de 3.516 km². Territorio muy montañoso, cuya máxima altitud es el Monte Askio de 2.111 m. Sólo tiene dos pequeños valles, los de Kozani y Ptolemaida, y está regada por el gran río Aliakmonas, cuyas aguas desembocan en el lago artificial de Polyfytos. Hasta el 1 de enero de 2011 fue una de las 51 prefecturas en que se dividía el país.

## Historia

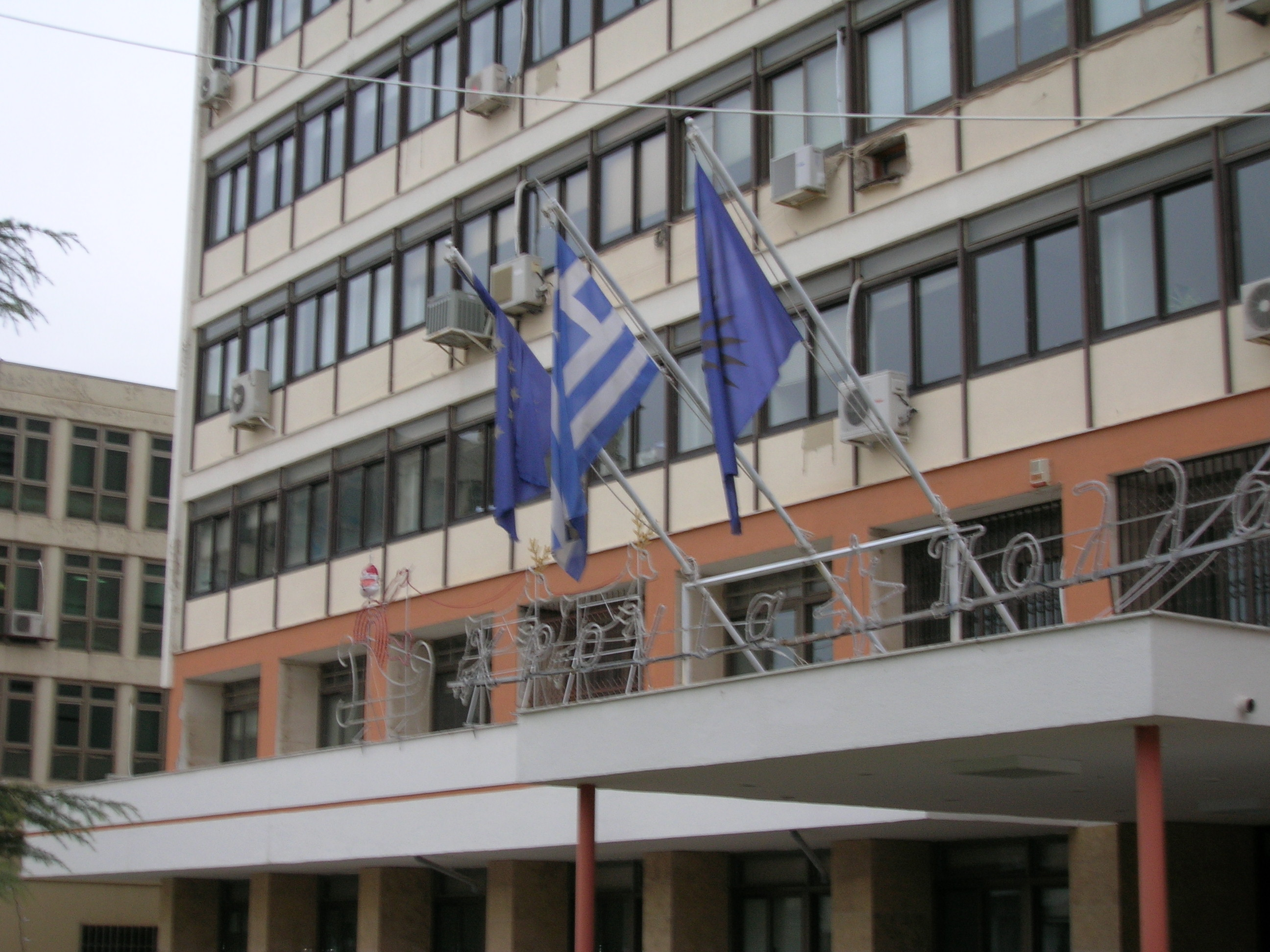
Edificio de la Prefectura de Kozani en la ciudad homónima.

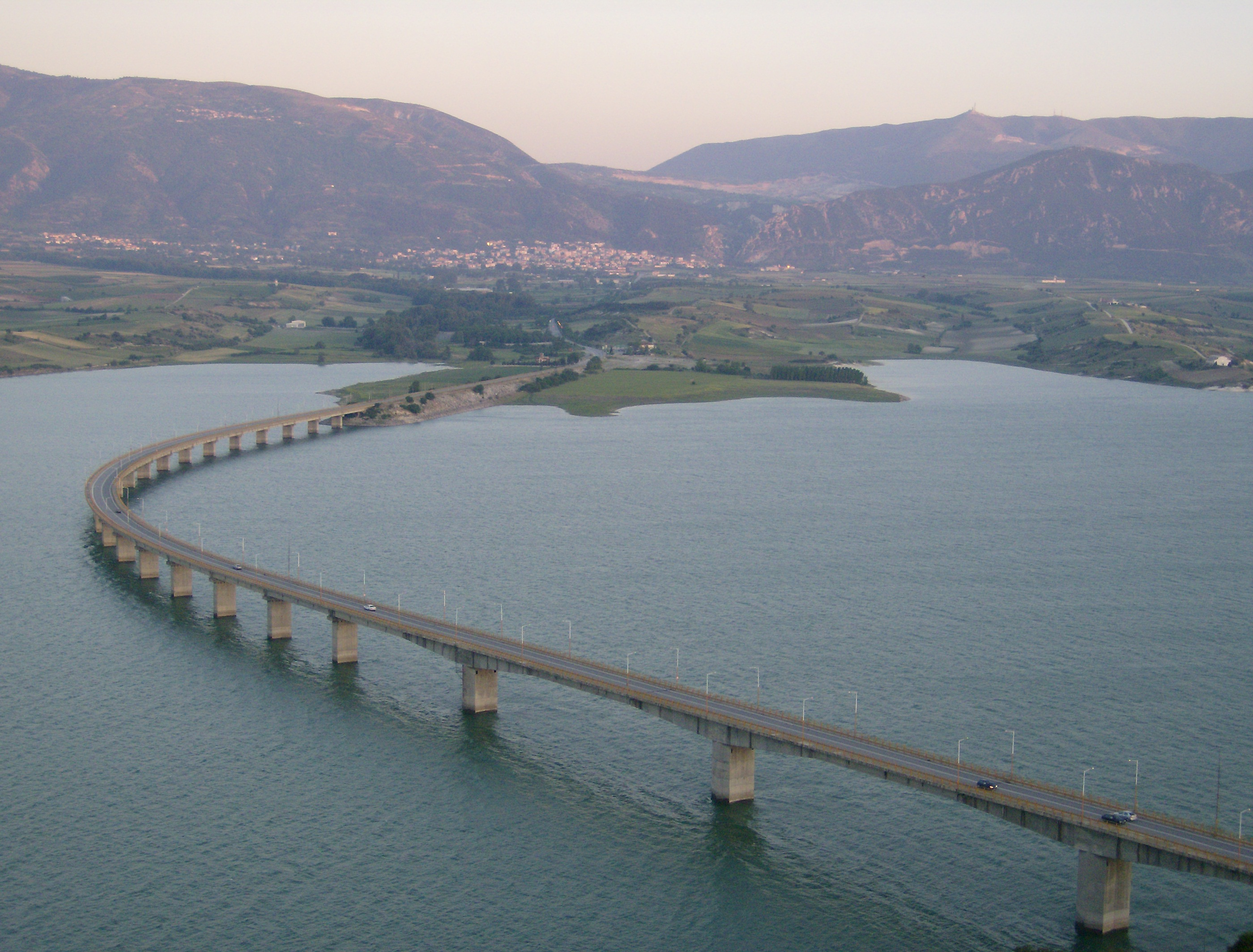
El puente (1352 m.) sobre el lago artificial del río Aliakmnonas, junto a la ciudad de Servia, en la Prefectura de Kozani.

Se han hallado restos arqueológicos de hace 300.000 años en Paleokastro un pueblo cercano a la ciudad de Kozani. Pueden visitarse los restos arqueológicos de Eani y de Sissanion, el Museo Arqueológico de Eani y la Colección Arqueológica de Kozani. Paleokastro es un pueblo de la provincia de Kozani, uno de los más antiguos esta, controlado por el ayuntamiento de Siatista. La población es muy pequeña, apenas 400 habitantes residen hoy en día, ya que los jóvenes paleokastrinos se van a vivir a la ciudad (Kozani o Siatista).

## Economía y recursos naturales
Sus principales productos agrícolas son cereales, judías, almendras, manzanas, frutos secos y castañas. Son importantes las producciones de carne de vaca, cordero, mantequilla, queso y cuero. En esta tierra es abundante el lignito, así como el oro y el mármol. La planta eléctrica de Ptolemaida produce la mayoría de la electricidad de Grecia. La tradicional industria de la piel y su exportación es una gran fuente de ingresos para sus habitantes.

## Subdivisiones
Entre 2011 y 2019 se dividía en cuatro municipios: A partir de 2019, uno de los municipios, el de Servia-Velventós se dividió en dos, por lo que la unidad periférica consta de cinco municipios:
- Eordia
- Kozani
- Servia
- Velventós
- Voio